# 于尔森
于尔森（德語：Uelsen，德語發音：[ˈʏlzən]）是德国下萨克森州的一个市镇。总面积19.46平方公里，总人口5431人，其中男性2684人，女性2747人（2011年12月31日），人口密度279人/平方公里。